# Svaneholm Vassen
Svaneholm Vassen är ett naturreservat i Skurups kommun i Skåne län.
Området är naturskyddat sedan 2016 och är 38 hektar stort. Reservatet består av ägor som tillhört Svaneholms slott och består av tidigare betesmark som nu är bevuxen med ädellövskog.